# Cichlasoma amarum
Cichlasoma amarum är en fiskart som beskrevs av Hubbs, 1936. Cichlasoma amarum ingår i släktet Cichlasoma och familjen Cichlidae. Inga underarter finns listade i Catalogue of Life.